# Geestelijke letterkunde
Geestelijke letterkunde bestaat uit een collectie verhalen die voornamelijk geschreven zijn door monniken en nonnen.
De inhoud van deze teksten hebben een christelijke inhoud en bevatten vaak veel beeldspraak en er komen belangrijke geestelijken in voor.
In een Marialegende, een van de vele subgenres, komt er een vertoning van Maria voor, vaak vergezeld door Jezus.
Een ander subgenre is het kloosterverhaal. Hierin heeft vooral de plaats een belangrijke rol, het speelt zich namelijk altijd in of rond een klooster af. Een voorbeeld van geestelijke letterkunde is de Beatrijs.